# Velika loža Argentine
Velika loža Argentine (špansko Gran Logia de la Argentina de libres y aceptados masones) je prostozidarska velika loža v Argentini, ki je bila ustanovljena leta 1857.
Združuje 83 lož, ki imajo skupaj 2.540 članov.